# Incidente aereo all'Empire State Building
L'incidente aereo all'Empire State Building avvenne il 28 luglio 1945, quando un bombardiere Mitchell B-25 dell'United States Army Air Forces (USAAF), l'allora componente aerea dell'esercito degli Stati Uniti, si schiantò contro il celebre grattacielo di New York City mentre volava immerso in una fitta nebbia. L'incidente causò la morte di quattordici persone (tre membri dell'equipaggio e undici persone nell'edificio) e un danno stimato di 1 milione di dollari statunitensi dell'epoca (equivalenti a circa 14 milioni del 2019); l'integrità strutturale dell'edificio non venne compromessa.

## L'incidente

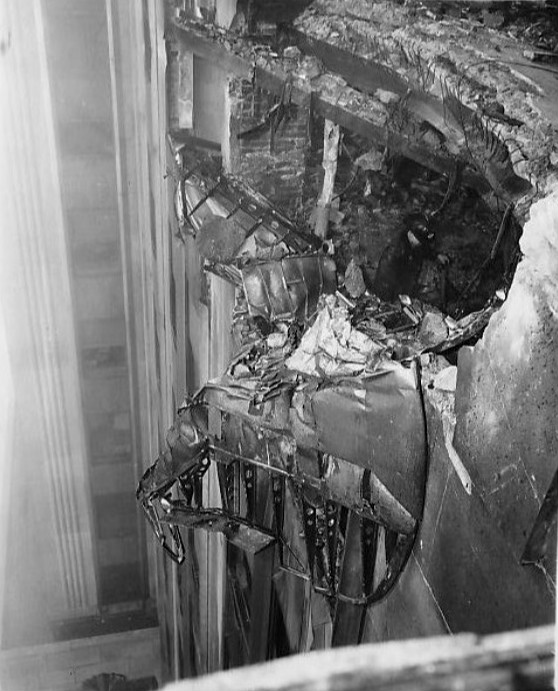
L'aereo schiantato contro l'edificio

Sabato 28 luglio 1945, il tenente colonnello William F. Smith Jr. stava pilotando un bombardiere B-25 Mitchell in una missione di trasporto di personale dalla Hanscom Air Force Base, nel Massachusetts, verso l'aeroporto Internazionale di Newark in New Jersey. Smith chiese l'autorizzazione ad atterrare, e fu avvisato della scarsissima visibilità a causa della nebbia. Decise di continuare l'avvicinamento nonostante la visibilità pari a 0 e disorientato, dopo aver superato il Chrysler Building, virò a destra anziché a sinistra.
Alle 09:40, l'aereo si schiantò contro il lato nord dell'Empire State Building, tra il 78º e l'80º piano, creando un'apertura di 5,5x6,1 m negli uffici della War Relief Society e del National Catholic Welfare Council. Un motore fu catapultato verso il lato sud dell'edificio e cadde al suolo, facendo un volo di 270 metri e atterrando sul tetto di un edificio vicino, provocando un incendio. L'altro motore, insieme a parte del carrello di atterraggio, cadde nella tromba di un ascensore. L'incendio risultante fu estinto in 40 minuti.

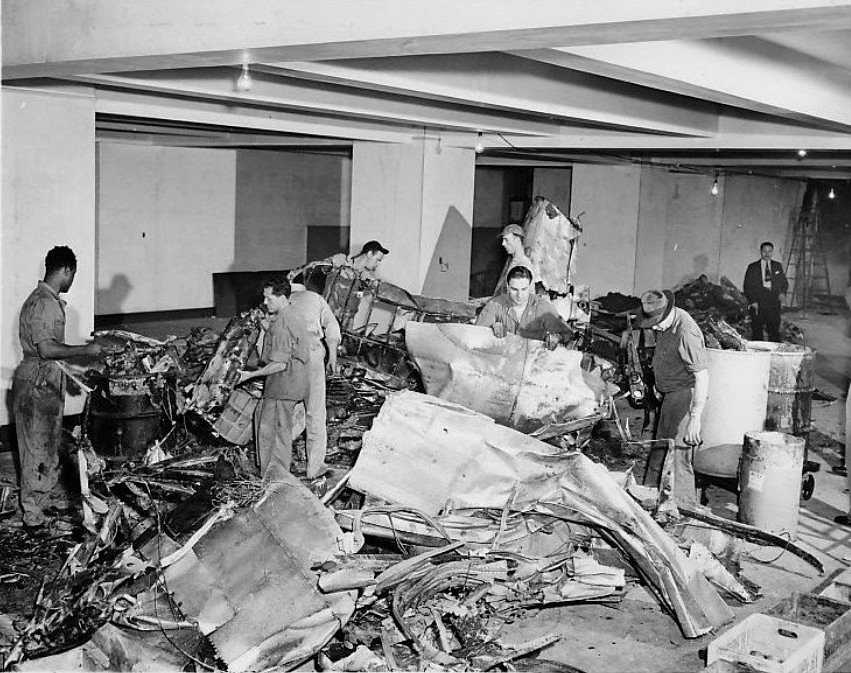
Gli interni dell'edificio devastati dall'impatto

Circa 60 visitatori erano sul ponte di osservazione all'86º piano quando si verificò l'incidente. Quattordici persone rimasero uccise: il colonnello Smith, il sergente Christopher Domitrovich e il macchinista della Marina Albert Perna, oltre a undici civili presenti nell'edificio. Il corpo di Perna fu ritrovato due giorni dopo, quando i soccorritori lo identificarono in fondo ad un ascensore. Gli altri due membri dell'equipaggio furono ritrovati carbonizzati, rendendo impossibile il riconoscimento. L'operatrice dell'ascensore Betty Lou Oliver fu sbalzata fuori dal suo ascensore mentre si trovava all'ottantesimo piano, riportando gravi ustioni. I soccorritori la misero su un secondo ascensore per trasportarla al piano terra, ma i cavi che lo sostenevano, danneggiati nell'incidente, cedettero e l'ascensore cadde per 75 piani finendo nel seminterrato. Oliver sopravvisse alla caduta riportando fratture al bacino, alla schiena e al collo. Ad oggi rimane l'unica persona sopravvissuta ad una caduta da un ascensore da quell'altezza.
Nonostante i danni e la perdita di vite umane, l'edificio fu riaperto al pubblico il lunedì mattina successivo, meno di 48 ore dopo. L'incidente spinse per il passaggio del Federal Tort Claims Act del 1946, in discussione da tempo, per permettere alle persone di fare causa allo Stato a seguito di un incidente.